# Schauenstein
Schauenstein – miasto w południowo-wschodnich Niemczech, w kraju związkowym Bawaria, w rejencji Górna Frankonia, w regionie Oberfranken-Ost, w powiecie Hof, siedziba wspólnoty administracyjnej Schauenstein. Leży w Lesie Frankonskim.
Miasto położone jest 12 km na południowy zachód od Hof i 38 km na północ od Bayreuth.

## Dzielnice
W skład miasta wchodzą następujące dzielnice:
- Schauenstein
- Neudorf
- Haidengrün
- Mühldorf
- Volkmannsgrün
- Uschertsgrün
- Windischengrün
- Adlanz
- Dorschenhammer
- Finkenflug
- Hagenmühle
- Haueisen
- Kleinschmiedenhammer
- Lehstenmühle
- Loh
- Papiermühle
- Pinzig
- Schafhof

## Zabytki i atrakcje
- muzeum pożarnictwa (Oberfränkisches Feuerwehrmuseum)